# Marwang
Marwang ist ein Gemeindeteil von Grabenstätt im oberbayerischen Landkreis Traunstein.

## Geschichte
Das Kirchdorf wurde im späten 8. Jahrhundert in der Notitia Arnonis des Erzbistums Salzburg erstmals genannt. Dem Ortsadelsgeschlecht, das im 14. Jahrhundert genannt wird, folgten mehrere Familien auf dem gefreiten Sitz Marwang. Im Jahr 1625 erwarb Ladislaus von Törring zu Stein den Besitz im Ort. Dieser blieb danach in den Händen unterschiedlicher Törringer Linien.

## Baudenkmäler
Siehe auch: Liste der Baudenkmäler in Marwang
- Katholische Lorettokapelle

## Bodendenkmäler
Siehe: Liste der Bodendenkmäler in Grabenstätt